# توم ريتشاردسون
توم ريتشاردسون (بالإنجليزية: Tom Richardson)‏ (1 يناير 1891 في المملكة المتحدة - ) هو لاعب كرة قدم بريطاني (وحمل سابقاً جنسية المملكة المتحدة لبريطانيا العظمى وأيرلندا) في مركز الدفاع. لعب مع شيفيلد يونايتد ووركشوب تاون ‏ وRetford United F.C. ‏.

## وصلات خارجية
- توم ريتشاردسون على موقع قاعدة بيانات كرة القدم.إي يو (الإنجليزية)
- توم ريتشاردسون على موقع قاعدة بيانات كرة القدم.إي يو (الإنجليزية)
- توم ريتشاردسون على موقع قاعدة بيانات كرة القدم.إي يو (الإنجليزية)